# Quatrunx

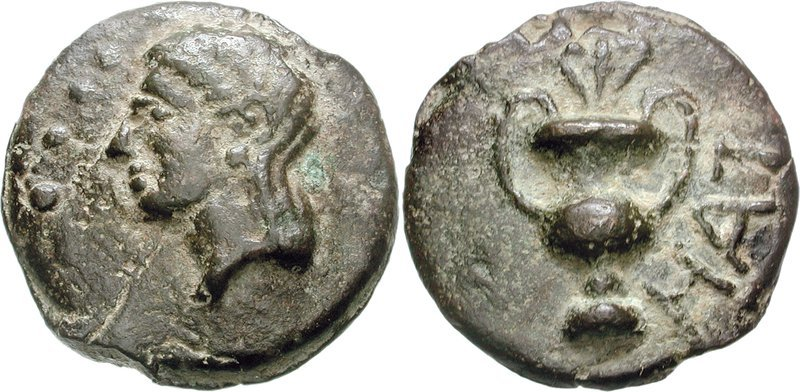
Quatrunx – moneta Hatrii w Picenum (ok. 280 p.n.e.)

Quatrunx (łac. także quadrunx, quadruncia) – rozmienna moneta rzymska.
Nazwa skrótowa powstała ze zbitki słów quattuor i unciae oznaczającej cztery uncje. Rzadko stosowana, odnosiła się do trzeciej części asa (triens) będącego w obiegu na obszarach wschodnioitalskich.
Monetę emitowano od końca IV wieku p.n.e. w okresie republikańskim. Odlewana z brązu (aes grave), o wadze ok. 90 g, miała wartość 4 uncji (zaznaczaną na awersie czterema punktami) jako odpowiednik 1/3 asa.
W numizmatyce współczesne określenie monety czterouncjowej w decymalnym podziale asa, przyjęte w mennictwie starożytnego Ariminium, Atelli, Capui, Hatrii, Lucerii i Teanum Apulum. Podczas gdy terminu triens używano dla oznaczenia monety w rzymskim systemie monetarnym opartym na stopie libralnej z asem (as libralis) dzielonym na 12 uncji, nazwę quatrunx stosowano w odniesieniu do monet wprowadzanych do systemów, w których as liczył 10 uncji.